# Leptochilus limbiferus
Leptochilus limbiferus är en stekelart som först beskrevs av Moravitz 1867.  Leptochilus limbiferus ingår i släktet Leptochilus och familjen Eumenidae.

## Underarter
Arten delas in i följande underarter:
- L. l. achaeus
- L. l. anatolicus